# 沙尔夫比利希
沙尔夫比利希是德国莱茵兰-普法尔茨州的一个市镇。总面积4.82平方公里，总人口67人，其中男性32人，女性35人（2011年12月31日），人口密度14人/平方公里。